# Anders Randolf
Anders Randolf (né le 18 décembre 1870 à Viborg, Danemark, et mort le 2 juillet 1930  à Hollywood, États-Unis) est un acteur danois du cinéma muet.

## Filmographie partielle
- 1914 : Mr. Santa Claus, de George Ridgwell
- 1918 : The Belgian, de Sidney Olcott
- 1919 : La Bande à Paulette (Too Many Crooks) de Ralph Ince
- 1919 : L'Étoile de cinéma (The Cinema Murder) de George D. Baker
- 1921 : Jim the Penman de Kenneth S. Webb
- 1921 : Le Pirate (Buried Treasure) de George D. Baker
- 1922 : Sherlock Holmes contre Moriarty (Sherlock Holmes) d'Albert Parker
- 1922 : The Streets of New York de Burton L. King
- 1923 : L'Éternel Combat (The Eternal Struggle) de Reginald Barker
- 1923 : Le Châle aux fleurs de sang (The Bright Shawl) de John S. Robertson
- 1924 : Dorothy Vernon (Dorothy Vernon of Haddon Hall) de Marshall Neilan
- 1924 : In Hollywood with Potash and Perlmutter d'Alfred E. Green
- 1924 : Madonna of the Streets d'Edwin Carewe
- 1925 : Seven Keys to Baldpate de Fred C. Newmeyer
- 1926 : Le Pirate noir (The Black Pirate), d'Albert Parker
- 1926 : Mum's the Word, de Leo McCarey
- 1926 : Ranson's Folly, de Sidney Olcott
- 1926 : Vagabond malgré elle (Miss Nobody), de Lambert Hillyer
- 1926 : Broken Hearts of Hollywood de Lloyd Bacon
- 1927 : Erik le mystérieux (The Last Performance) de Paul Fejos
- 1927 : The Love of Sunya d'Albert Parker
- 1927 : Old San Francisco d'Alan Crosland
- 1927 : Sinews of Steel de Frank O'Connor
- 1928 : Les Trois Coupables (Three Sinners), de Rowland V. Lee
- 1928 : Les Quatre Diables (Four Devils), de Friedrich Wilhelm Murnau
- 1928 : The Big Killing de F. Richard Jones
- 1928 : L'Arche de Noé (Noah's Ark), de Michael Curtiz
- 1928 : La Candidate de Lloyd Bacon
- 1928 : Les Vikings (The Viking) de Roy William Neill
- 1929 : Le Baiser (The Kiss), de Jacques Feyder
- 1929 : The Show of Shows, de John G. Adolfi
- 1929 : Y a erreur ! (Wrong Again) de Leo McCarey
- 1929 : Young Nowheres de Frank Lloyd
- 1929 : Sin Sister de Charles Klein
- 1929 : La Danseuse de corde (Dangerous Curves), réalisé par Lothar Mendes
- 1930 : Les Deux Cambrioleurs (Night Owls) de James Parrott
- 1930 : Going Wild, de William A. Seiter
- 1930 : The Way of All Men, de Frank Lloyd